# Man of Steel (soundtrack)
Man of Steel is de originele soundtrack van Hans Zimmer voor de film met dezelfde naam. Het album werd uitgebracht op 11 juni 2013 in standard edition en deluxe edition door WaterTower Music.
In juni 2012 werd bevestigd dat Hans Zimmer de volledige filmmuziek voor de film componeerde, waarbij geen oude muziekstukken van John Williams werden gebruikt, van de vorige films van de superheld. Zimmer was ook al eerder te horen, op werken als de The Dark Knight-trilogie en Inception van regisseur/filmproducent Christopher Nolan. Die was bij deze productie, producent. Bij de derde trailer op 19 april 2013 was al het nummer "An Ideal of Hope" te horen. Dit was de korte versie van het nummer "What Are You Going to Do When You Are Not Saving The World?". Het orkest stond onder leiding van Nick Glennie-Smith. De opnames vonden plaats in de studio Remote Control Productions. Additioneel muziek werd gecomponeerd door Junkie XL, Andrew Kawczynski en Atli Örvarsson. De soundtrack werd in de Verenigde Staten positief ontvangen, met een hoogste notering van plaats 9 in de Billboard 200 en plaats 4 bij iTunes. In vlaanderen haalde de soundtrack plaats 62 in de Ultratop 200 albums.

## Nummers
De soundtrack (Deluxe, 2CD)
| Nr.: | Titel:                                                      | Duur: |
| ---- | ----------------------------------------------------------- | ----- |
| 1    | Look To The Stars                                           | 2:58  |
| 2    | Oil Rig                                                     | 1:45  |
| 3    | Sent Here For A Reason                                      | 3:46  |
| 4    | DNA                                                         | 3:34  |
| 5    | Goodbye My Son                                              | 2:01  |
| 6    | If You Love These People                                    | 3:22  |
| 7    | Krypton's Last                                              | 1:58  |
| 8    | Terraforming                                                | 9:49  |
| 9    | Tornado                                                     | 2:55  |
| 10   | You Die Or I Do                                             | 3:13  |
| 11   | Launch                                                      | 2:36  |
| 12   | Ignition                                                    | 1:19  |
| 13   | I Will Find Him                                             | 2:57  |
| 14   | This Is Clark Kent                                          | 3:47  |
| 15   | I Have So Many Questions                                    | 3:47  |
| 16   | Flight                                                      | 4:18  |
| 17   | What Are You Going To Do When You Are Not Saving The World? | 5:27  |

| Nr.: | Titel:                                   | Duur: |
| ---- | ---------------------------------------- | ----- |
| 1    | Man Of Steel (Hans' Original Sketchbook) | 28:16 |
| 2    | Are You Listening, Clark?                | 2:48  |
| 3    | General Zod                              | 7:21  |
| 4    | You Led Us Here                          | 2:59  |
| 5    | This Is Madness!                         | 3:48  |
| 6    | Earth                                    | 6:11  |
| 7    | Arcade                                   | 7:25  |

## Musici
Drums
- Ryeland Allison
- Curt Bisquera
- Jason Bonham
- Danny Carey
- Matt Chamberlain
- Vinnie Colaiuta
- Bennie Dresel
- Sheila E.
- John Freese
- Jim Keltner
- Trevor Lawrence Jr.
- Toss Panos
- Satnam Ramgotra
- Pharrell Williams

Pedal steel gitaar
- Bo Bernstein
- Skip Edwards
- Peter Frieberger
- J.D. Maness
- Rick Schmidt
- Chas Smith

Gitaar
- George Doering
- Bryce Jacobs (en basgitaar)

Viool
- Ann Marie Calhoun

Cello
- Martin Tillman

bas
- Lee Sklar

Synthesizer
- Hans Zimmer

## Hitnoteringen

### VlaamseUltratop 200Albums
| Hitnotering: (Week 1 t/m 4) 22-06-2013 t/m 13-07-2013 (Week 5) 03-08-2013 | Hitnotering: (Week 1 t/m 4) 22-06-2013 t/m 13-07-2013 (Week 5) 03-08-2013 | Hitnotering: (Week 1 t/m 4) 22-06-2013 t/m 13-07-2013 (Week 5) 03-08-2013 | Hitnotering: (Week 1 t/m 4) 22-06-2013 t/m 13-07-2013 (Week 5) 03-08-2013 | Hitnotering: (Week 1 t/m 4) 22-06-2013 t/m 13-07-2013 (Week 5) 03-08-2013 | Hitnotering: (Week 1 t/m 4) 22-06-2013 t/m 13-07-2013 (Week 5) 03-08-2013 | Hitnotering: (Week 1 t/m 4) 22-06-2013 t/m 13-07-2013 (Week 5) 03-08-2013 | Hitnotering: (Week 1 t/m 4) 22-06-2013 t/m 13-07-2013 (Week 5) 03-08-2013 |
| Week:                                                                     | 1                                                                         | 2                                                                         | 3                                                                         | 4                                                                         |                                                                           | 5                                                                         |                                                                           |
| ------------------------------------------------------------------------- | ------------------------------------------------------------------------- | ------------------------------------------------------------------------- | ------------------------------------------------------------------------- | ------------------------------------------------------------------------- | ------------------------------------------------------------------------- | ------------------------------------------------------------------------- | ------------------------------------------------------------------------- |
| Positie:                                                                  | 62                                                                        | 77                                                                        | 95                                                                        | 140                                                                       | uit                                                                       | 199                                                                       | uit                                                                       |